# East Winch
East Winch är en ort och civil parish i Storbritannien.   Den ligger i grevskapet Norfolk och riksdelen England, i den sydöstra delen av landet, 140 km norr om huvudstaden London. East Winch ligger 12 meter över havet och antalet invånare är 782.
Terrängen runt East Winch är platt. Runt East Winch är det ganska tätbefolkat, med 93 invånare per kvadratkilometer. Närmaste större samhälle är King's Lynn, 8,6 km väster om East Winch. Trakten runt East Winch består till största delen av jordbruksmark.